# Warsaw Open 2003
Il Warsaw Open 2003 è stato un torneo di tennis che si è giocato sulla terra rossa. 
Il torneo faceva parte del circuito Tier II nell'ambito del WTA Tour 2003. 
Si è giocato a Varsavia in Polonia, dal 28 aprile al 4 maggio 2003.

## Partecipanti

### Teste di serie
| Giocatrice         | Nazionalità         | Ranking* | Testa di serie |
| ------------------ | ------------------- | -------- | -------------- |
| Venus Williams     | Stati Uniti         | 3        | 1              |
| Amélie Mauresmo    | Francia             | 7        | 2              |
| Daniela Hantuchová | Slovacchia          | 9        | 3              |
| Jelena Dokić       | Serbia e Montenegro | 10       | 4              |
| Magdalena Maleeva  | Bulgaria            | 14       | 5              |
| Eléni Daniilídou   | Grecia              | 15       | 6              |
| Anna Smashnova     | Israele             | 21       | 7              |
| Conchita Martínez  | Spagna              | 25       | 8              |
| Elena Lichovceva   | Russia              | 30       | 9              |
| Tat'jana Panova    | Russia              | 31       | 10             |

- Ranking al 21 aprile 2003.
- Conchita Martínez si è ritirata a causa di un infortunio alla spalla destra, così Elena Lichovceva è diventato la testa di serie nº 9, ma lei si è ritirata per malattia, così Tat'jana Panova è diventata la testa di serie nº 10.

### Altre partecipanti
Giocatrici che hanno ricevuto una wildcard:
- Marta Domachowska
- Joanna Sakowicz

Giocatrici passate dalle qualificazioni:
- Sandra Kleinová
- Zuzana Ondrášková
- Arantxa Parra Santonja
- Martina Suchá

Giocatrici lucky loser:
- Katalin Marosi
- Renata Voráčová

## Campionesse

### Singolare
Amélie Mauresmo ha battuto in finale  Venus Williams con il punteggio di 6(6)–7, 6–0, 3-0, Ret.

### Doppio
Liezel Huber /  Magdalena Maleeva hanno battuto in finale  Eléni Daniilídou /  Gisela Dulko con il punteggio di 3–6, 6–4, 6–2